# Trakeotomi
Trakeotomi är ett kirurgiskt ingrepp där en öppning in till luftstrupen görs i halsen strax nedanför struphuvudet för att underlätta andningen. I öppningen placeras ett rör, en trakealkanyl, som patienten därefter andas igenom. Vid allvarligare fall kopplas röret till en respirator som andas åt patienten.
Trakeotomi används vid andningshinder i de övre luftvägarna, eller förlamning av andningsmuskulaturen eller vid annan allvarlig lungsjukdom. Trakeotomi utförs under narkos. I mycket akuta situationer kan den enklare och snabbare proceduren koniotomi utföras istället.
Själva andningsröret vid en trakeotomi kallas inom sjukvården för track.
Trakeotomi ska inte förväxlas med laryngektomi, då en andningsöppning finns på halsen men då dessutom struphuvudet är bortopererat.
Trakeotomi betyder "att dela (skära i) trakea (luftstrupen)". Det är alltså benämningen på själva ingreppet. Hålet som skapas kallas trakeostomi, av ordet stoma, 'öppning'. Koniotomi kallas det när ingreppet görs akut i ett nödtillstånd, då går man in mellan cricoidbrosket och tyreoideabrosket.